# Pradolongo
Pradolongo és un barri del districte d'Usera, a Madrid. Té una superfície de 109,57 hectàrees i una població de 17.839 habitants (2009). Limita al nord amb Moscardó, a l'est amb Orcasur i Almendrales, al sud amb Orcasitas i a l'oest amb Zofío. Dins la seva demarcació es troba el parc de Pradolongo.